# Alabama Nunatak
Alabama Nunatak är en nunatak i Grönland (Kungariket Danmark). Den ligger i den nordöstra delen av Grönland, 1 800 km nordost om huvudstaden Nuuk. Toppen på Alabama Nunatak är 757 meter över havet.
Terrängen runt Alabama Nunatak är platt åt sydväst, men åt nordost är den kuperad.  Trakten runt Alabama Nunatak är nära nog obefolkad, med mindre än två invånare per kvadratkilometer. Det finns inga samhällen i närheten. Trakten runt Alabama Nunatak är permanent täckt av is och snö.